# Transmontano-Hirtenhund
Der Transmontano-Hirtenhund (Cao de Gado Transmontano) ist eine von der FCI anerkannte portugiesische Hunderasse (FCI-Gruppe 2, Sektion 2.2, Standard Nr. 368). Die Anerkennung erfolgte vorläufig am 26. Februar 2020.

## Historie
Er gehört zu den molossoiden Herdenschutzhunden, von starkknochigem quadratischem Profil. Seine Aufgabe ist es, die Schaf- und Ziegenherden der Wanderhirten gegen Wolfsangriffe zu schützen. Die Ursprünge liegen in der Region Trás-os-Montes, im Nordosten Portugals, übersetzt „Hinter den Bergen“
Die Registrierung erfolgt derzeit über die Naturparkverwaltung Montesinho in Zusammenarbeit mit dem portugiesischen Kennelsclub. 2005 waren 169 erwachsene Hunde registriert und 418 Welpen. Auch, wenn selbst in Portugal noch wenig Hunde verbreitet sind besteht auch Interesse in Ausland. Einige Hunde gibts in Frankreich und Deutschland. Betreut wird die Rasse vom ACCGT. Der Sitz dieses Verbandes ist in Vinhais und besteht aus 50 Mitgliedern, die meisten sind Schaf- und Ziegenzüchter.
Gesamt betrachtet, scheinen alle Herdenschutzhunde der iberischen Halbinsel miteinander verwandt zu sein. Vor etwa 4000 Jahren etablierte sich bei einigen Volksgruppen die Schafzucht als Lebensgrundlage. Zur Verteidigung der Herden gegen Beutegreifer wie Bär und Wolf, sowie Nachbarstämme, wurden große tapfere Hunde benötigt, die vielleicht aus Kleinasien mitgebracht wurden. Die klimatische Lage im Norden Portugals ist durchaus als extrem zu betrachten, die Einheimischen beschreiben das so: „neun Monate Winter und drei Monate Hölle“. Es bildete sich eine Hunderasse dort heraus: große und tapfere Hunde, mit größerer Wendigkeit, Leichtigkeit und Findigkeit.

## Aussehen
Laut FCI Beschreibung hat diese Rasse reichliches dichtes, glattes Haar, geschuldet wohl in den Höhen der kargen Weidegebiete. Häufig anzutreffende Farben sind Weiß mit schwarzen, gelben, falben oder Wolfsgrauen Abzeichen. Die einheitlichen Farben sind Falb, Gelb oder Wolfsgrau, Gestromt oder nicht Gestromt. In diesen Farben sind weiße Markierungen an den Vorderpfoten, den Hinterpfoten oder an beiden, sowie eine weiße Blesse auf dem Kopf üblich. Es können Tüpfel am Körper oder Lohfarbe an Wangen, Augenbrauen und in der Afterregion (dreifarbig) vorkommen. Die Widerristhöhe beträgt beim Rüden: 75 – 85 cm, bei den Hündinnen: 68–78 cm, Gewicht: bei den Rüden: 60 – 75 kg bei den Hündinnen: 50–60 kg.